# I Phantom
I Phantom è il primo album del rapper statunitense Mr. Lif, pubblicato nel 2002 da Definitive Jux. Accolto dal plauso universale della critica, il concept album dell'artista di Boston ha raggiunto un punteggio di 81/100 su Metacritic.
| Recensione       | Giudizio |
| ---------------- | -------- |
| AllMusic         | [ 1 ]    |
| Robert Christgau | A        |
| Rolling Stone    | [ 2 ]    |
| Pitchfork        | [ 2 ]    |
| Blender          | [ 2 ]    |

## Tracce
1. Bad Card – 2:09 – NASA
2. A Glimpse at the Struggle – 3:28 – El-P
3. Return of the B-Boy – 7:35 – El-P
4. Live From the Plantation – 3:58 – Edan
5. New Man Theme – 3:23 – DJ Fakts One
6. Handouts – 0:40 – Insight
7. Status (featuring Insight) – 4:00 – Insight
8. Success (featuring Aesop Rock) – 4:16 – El-P
9. Daddy Dearest – 0:57 – El-P
10. The Now – 3:48 – El-P
11. Friends and Neighbors – 2:34 – DJ Fakts One
12. Iron Helix (featuring Insight) – 2:41 – Insight
13. Earthcrusher – 3:46 – Insight
14. Post Mortem (featuring El-P, Jean Grae & Akrobatik) – 4:01 – El-P

## Classifiche settimanali
| Classifica (2002)         | Posizione massima |
| ------------------------- | ----------------- |
| US Heatseekers Albums     | 20                |
| US Independent Albums     | 16                |
| US Top R&B/Hip-Hop Albums | 80                |